# Hemiacris digitatus
Hemiacris digitatus är en insektsart som först beskrevs av Boris Petrovich Uvarov 1953.  Hemiacris digitatus ingår i släktet Hemiacris och familjen gräshoppor. Inga underarter finns listade i Catalogue of Life.